# Elodes novacretica
Elodes novacretica es una especie de coleóptero de la familia Scirtidae.

## Distribución geográfica
Habita en Creta (Grecia).